# Aeolesthes holosericea
Aeolesthes holosericea  (лат.) — вид жуков-усачей из подсемейства собственно усачей. Распространён на Андаманских островах, в Индии, Индонезии, Китае, Лаосе, Малайзии, Мьянме, на Никобарских островах, Пакистане, Таиланде и Шри-Ланке. Кормовыми растениями личинок являются акация нильская, баиль, конокарпус ланцетолистный, баухиния растопыренная, баухиния пестрая, бомбакс капоковый, маллотус филиппинский, мангифера индийская, шелковица белая, миндаль, груша обыкновенная, сал, тик, терминалия войлочная, сальное дерево, Tamarix aphylla и Myristica andamanica.